# Dump Keys
Les Dump Keys sont des îles des Keys, archipel des États-Unis d'Amérique situé dans le golfe du Mexique, au sud de la péninsule de Floride. Elles sont situées dans la baie de Floride et relèvent du parc national des Everglades.